# انباشت بخار شیمیایی تقویت‌شده با پلاسما

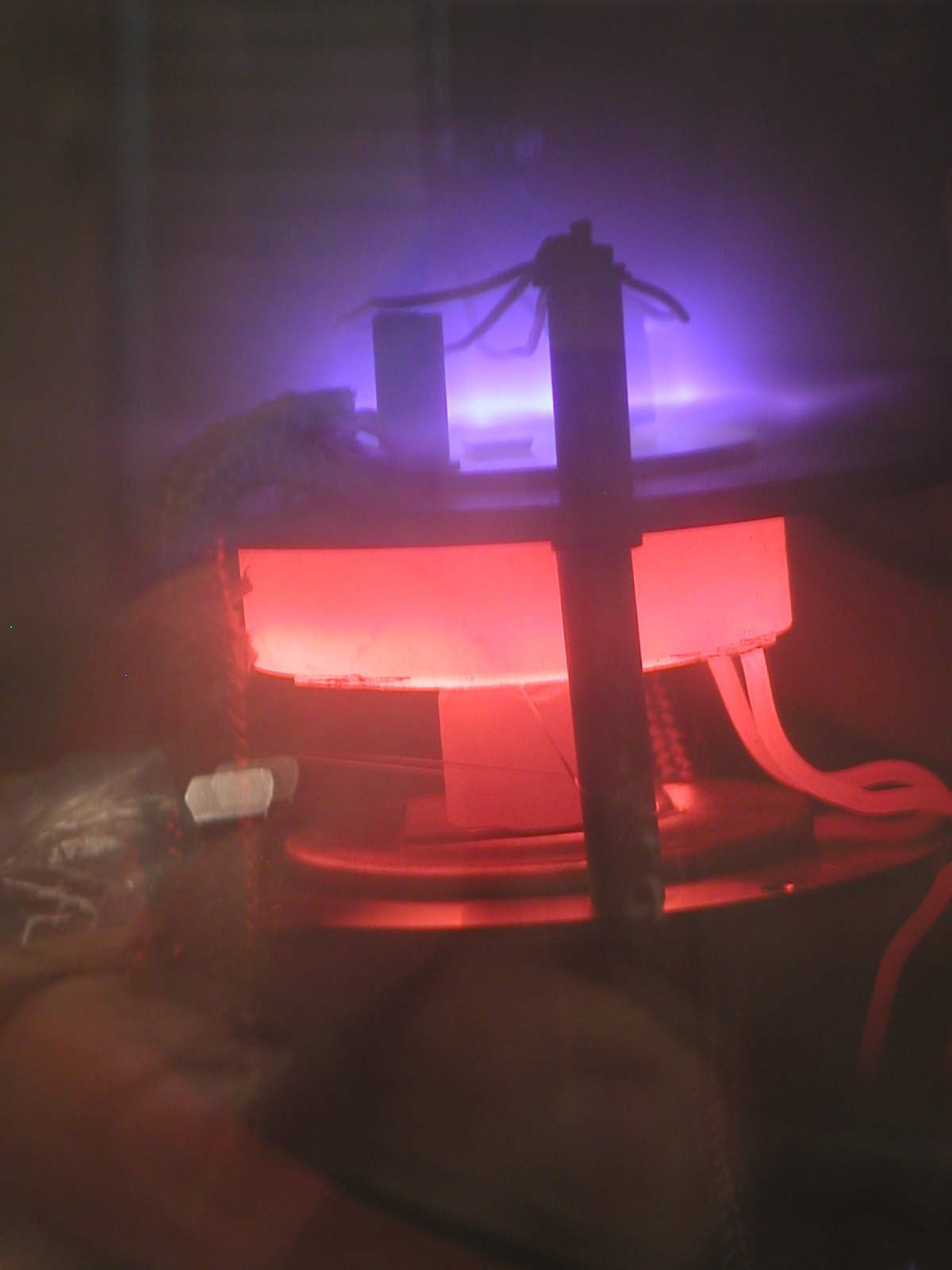
نمایی از ساختار یک‌سیستم «DC-PECVD» در حال فعالیت

انباشت بخار شیمیایی تقویت‌شده با پلاسما به اختصار (PECVD)، گونه‌ای انباشت بخار شیمیایی است که از پلاسما برای افزایش سرعت واکنش شیمیایی پیش سازها استفاده می‌شود. پردازش انباشت بخار شیمیایی تقویت‌شده با پلاسما اجازه می‌دهد تا در دمای پایین‌تر رسوب کند، که اغلب در ساخت نیمه هادی‌ها بسیار مهم است. دماهای پایین‌تر همچنین باعث رسوب پوشش‌های آلی مانند پلیمرهای پلاسما می‌شود که برای عملکرد سطح ذرات نانو استفاده شده‌است.